# Ben Lederman
Pour les articles homonymes, voir Lederman.
Ben Lederman, né le 8 mai 2000 à Los Angeles, est un footballeur israëlo-américain qui évolue au poste de milieu de terrain au Maccabi Tel Aviv. Il possède également depuis 2016 la nationalité polonaise, en vertu des origines de ses parents.

## Biographie
Lederman est né à Los Angeles, en Californie, ses parents, Danny et Tammy, étant des expatriés israéliens.

### Carrière en club
Ayant découvert le soccer très tôt dans sa ville natale, Lederman est repéré par des scouts du FC Barcelone lors d'un match amical, étant ensuite invité à s'entrainer à La Masia à l'âge de 11 ans.
Sa famille ayant déménagé à Barcelone avec lui en 2011 pour lui permettre de continuer sa carrière, Ben Lederman est alors le premier américain à fréquenter le centre de formation catalan, avec la perspective de devenir également le premier américain à jouer dans l'équipe sénior barcelonaise. Cette perspective alors encore lointaine, sera embrassée quelques années plus tard par des joueurs comme Sergiño Dest puis Konrad de la Fuente.
Le 2 mai 2021, il remporte avec le Raków Częstochowa la Coupe de Pologne, en s'imposant en finale face à l'Arka Gdynia (victoire 2-1). Par la suite, le 17 juillet 2021, il remporte la Supercoupe de Pologne, en battant le Legia Varsovie après une séance de tirs au but.

### Carrière en sélection
Lederman représente les États-Unis en moins de 15 ans notamment. En mai 2021, il est appelé pour un stage avec l'équipe de Pologne espoirs à Warka.

## Palmarès
| Raków Częstochowa - Championnat de Pologne - Vice-champion en 2021 - Coupe de Pologne - Vainqueur en 2021 - Supercoupe de Pologne - Vainqueur en 2021 |